# Profectis Technischer Kundendienst
Profectis war mit ca. 350 Außendiensttechnikern der größte herstellerunabhängige Elektro-Kundendienst in Deutschland.
Profectis betrieb ein bundesweit flächendeckendes Netzwerk und installierte, reparierte und wartete Elektrogroßgeräte aus dem Bereich Weiße Ware. Als Werkskundendienst verschiedener Hersteller erbrachte das Unternehmen Serviceleistungen für Endkunden im Rahmen der gesetzlichen Gewährleistung sowie bei verlängerter und abgelaufener Garantie. Daneben erbrachte Profectis Leistungen im gewerblichen Umfeld.

## Geschichte

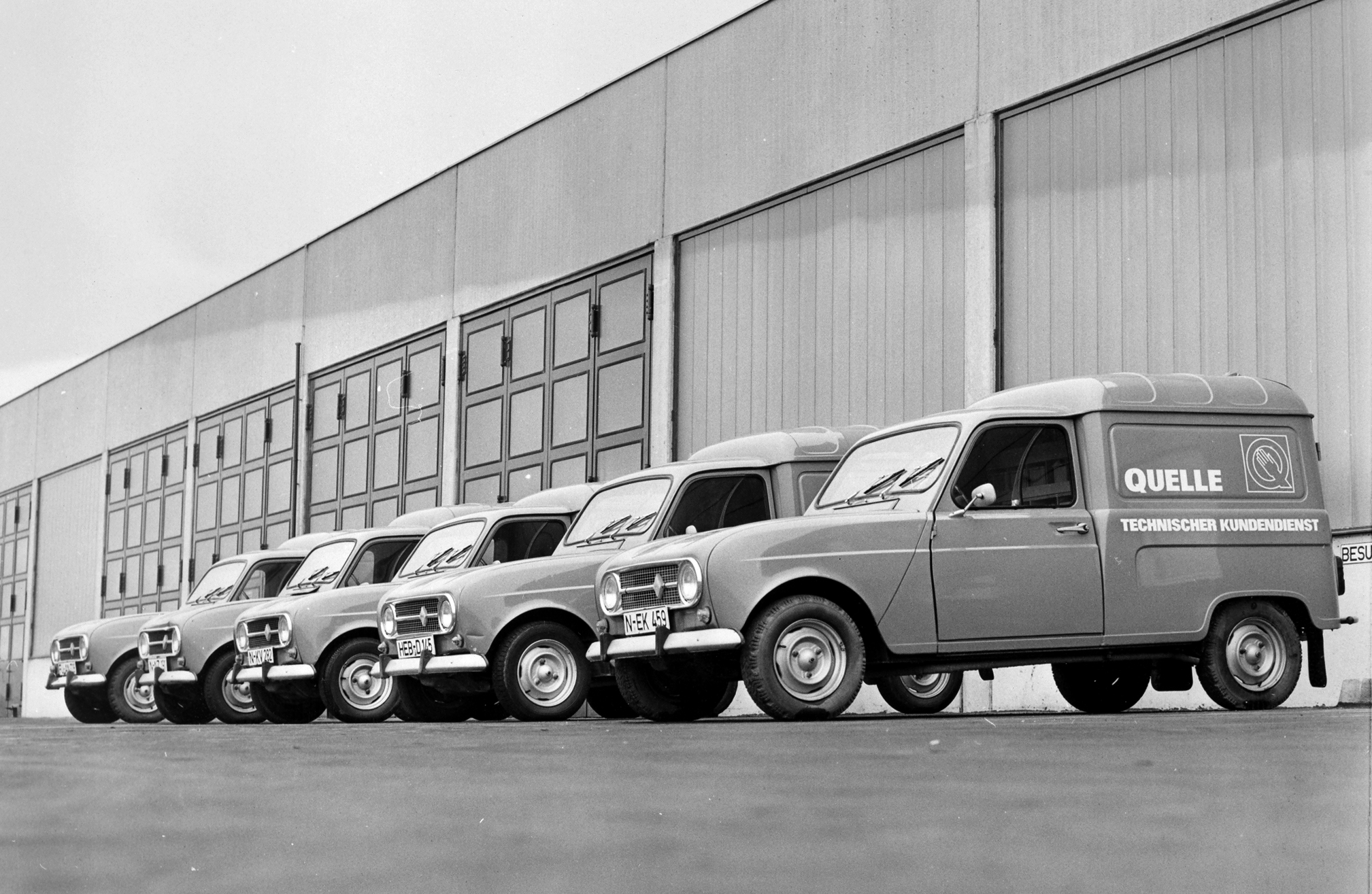
Fahrzeugflotte des ehemaligen technischen Kundendienstes der Quelle GmbH

Das Unternehmen wurde 1969 von Gustav Schickedanz unter dem Namen Quelle Technischer Kundendienst als Kundendienst der Quelle GmbH gegründet. 1999 erfolgte durch die Fusion mit Karstadt auch der Zusammenschluss mit Rat und Tat, des Kundendienstes von Neckermann und Karstadt.
Im Jahr 2000 wurde der Kundendienst unter dem Namen Profectis GmbH ausgegliedert und Quelle unterstellt. Im Geschäftsjahr 2008/09 wurden Umsatzerlöse in Höhe von 73,66 Millionen Euro erzielt (Vorjahr: 88,56 Mio. Euro) und „im Jahresdurchschnitt waren 1.060 Angestellte beschäftigt“.
Nach der Quelle-Insolvenz im Jahr 2010 wurde Profectis von der Wolnzacher RTS Elektronik Systeme GmbH übernommen. 2012 wurde die TechnikService 24 GmbH (TS24), der ehemalige technische Kundendienst der Otto-Gruppe, ebenfalls von RTS übernommen und integriert. Ende 2015 übernahm Media-Saturn den Reparaturdienstleister.
Im September 2019 gab Media-Saturn bekannt, die Marke Profectis zum Jahresende 2019 aufzugeben.